# Boris Pejić
Boris Pejić, hrvatski akademski slikar i fotograf iz BiH, rodom iz Doknja.
Ugledni je član HKD Napredak Tuzla kojem neprestano pomaže, osobito pri organizaciji raznih izložaba i Međunarodne likovne kolonije Breške. HKD Napredak Tuzla i Franjevački samostan Tuzla su 22. listopada 2013. upriličili izložbu slika Borisa Pejića u galeriji „Kristian Kreković“ u Franjevačkom samostanu u Tuzli. Sudionik skupnih izložba fotografija.
Za prigodu obilježavanja 70. obljetnice mučeničke smrti fra Karla Grabovičkića 2015. godine, naslikao je umjetničku sliku s likom fra Karla dimenzija 100 x 80.

## Nagrade
Na 15. Međunarodnom bijenalnom festivalu portreta INTERBIFEP 2013. dobio je prestižnu diplomu za najbolje fotografije na festivalu.